# Moritz Landé

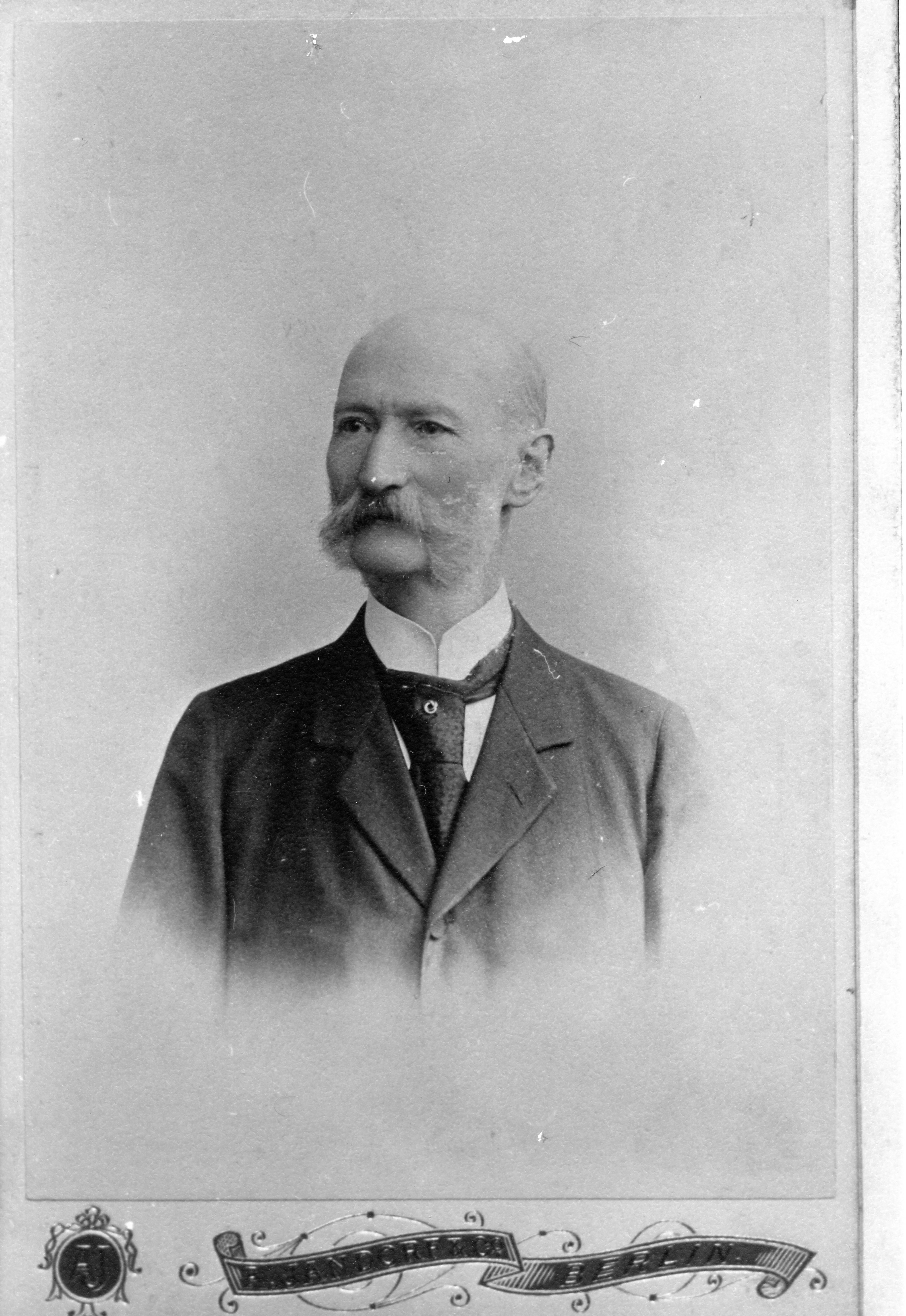
Moritz Landé (undatiert). Das zugrunde liegende Originalfoto wurde wahrscheinlich zu einem späteren Zeitpunkt bei A. Jandorf & Co. in Berlin kopiert, da diese Warenhauskette zu Lebzeiten von Moritz Landé noch nicht bestand.

Moritz Landé (* 2. März 1829 in Ostrowo; † 23. Juni 1888 in Berlin) war ein deutscher Architekt jüdischer Herkunft.
Er wurde als Sohn des Kaufmanns Löbel Landé in der preußischen Provinz Posen geboren. In seiner Kindheit und Jugend wurde er in seinem Elternhaus von einem Privatlehrer unterrichtet. Seine Ausbildung als Maurermeister schloss er in Breslau ab. Danach verließ er sein Elternhaus und lebte bei seinem Onkel, dem Architekten Jacob Landé. Von dessen beruflicher Tätigkeit inspiriert, entschied er sich ebenfalls für die Architektur.
Im Jahr 1857 heiratete Moritz Landé im Alter von 28 Jahren die 22-jährige Sophie Block (* 1. September 1835; † 23. Juni 1913). Mit ihr hatte er später fünf Kinder, darunter Thekla Landé (1864–1932).
Mitte der 1850er Jahre konstruierte Moritz Landé die Neue Synagoge in Ostrowo und überwachte die Bauausführung. Nach 1864 siedelte er mit seiner Familie nach Berlin um, für die er ein nach eigenen Plänen konzipiertes Wohnhaus errichten ließ.
Zusammen mit seiner Ehefrau Sophie ruht er auf dem Jüdischen Friedhof Berlin-Weißensee. Als seine letzte Wohnadresse ist die Wilhelmstraße 143, als ihre letzte Wohnanschrift die Kurfürstenstraße 99a angegeben. Die Beerdigung von Sophie Landé wurde seinerzeit durch ihren Sohn Otto Landé, Direktor, angemeldet.